# ヒロシマ賞
ヒロシマ賞（ヒロシマしょう、英: Hiroshima Art Prize）は、広島市、公益財団法人広島市文化財団が主催する芸術賞。1989年に設置された。3年に1度、授与される。

## 概要
現代美術で人類の平和に貢献した作家の業績を顕彰し、核兵器廃絶と世界恒久平和を願う「ヒロシマの心」を広く世界にアピールすることを目的とする賞である。人類平和に貢献したと認められる創作、活動を行った個人、あるいはグループに贈られる。国籍、年齢や創作の種類に制限はない。受賞発表後、広島市現代美術館で受賞者の作品を集めた展覧会が開かれる。
被爆60周年を迎えた2005年には、第5回までの受賞者の作品をまとめた回顧展が開かれた。

## 受賞者
- 第1回（1989年決定） 三宅一生 - ファッションデザイナー
- 第2回（1992年決定） ロバート・ラウシェンバーグ - 画家
- 第3回（1995年決定） レオン・ゴラブ、ナンシー・スペロ夫妻 - ともに画家
- 第4回（1998年決定） クシュシトフ・ウディチコ - 現代美術作家、映像作家
- 第5回（2001年決定） ダニエル・リベスキンド - 建築家
- 第6回（2004年決定） シリン・ネシャット - 現代美術作家、映像作家
- 第7回（2007年決定） 蔡國強[3] - 現代美術作家
- 第8回（2010年決定） オノ・ヨーコ - 現代美術作家
- 第9回（2013年決定） ドリス・サルセド - 現代美術作家
- 第10回（2015年決定） モナ・ハトゥム - 現代美術作家
- 第11回（2018年決定） アルフレド・ジャー[1][4] - 現代美術作家